# Leprieuria
Leprieuria is een geslacht van schimmels dat behoort tot de familie Xylariaceae. De typesoort is Leprieuria bacillum.

## Soorten
Volgens Index Fungorum telt het geslacht twee soorten (peildatum mei 2023):
| Soortnaam           | Auteur(s)                                                            | Publicatiejaar |
| ------------------- | -------------------------------------------------------------------- | -------------- |
| Leprieuria bacillum | (Mont.) Læssøe, J.D. Rogers & Whalley                                | 1989           |
| Leprieuria rogersii | (M.C. González, Hanlin, Ulloa & Elv. Aguirre) Daranagama & K.D. Hyde | 2017           |